# Pukis
Pukis – w mitologii Bałtów duch opiekuńczy, smok przynoszący bogactwo.